# Rubble & Crew
Rubble & Crew (Rubble e Sua Turma no Brasil e Rubble e Companhia em Portugal) é uma série de televisão infantil canadense animada por CGI e um spin-off da marca PAW Patrol da Spin Master. É produzida pela Spin Master Entertainment e Corus Entertainment, com animação fornecida pela Jam Filled Toronto.
Ao contrário da série original, que vai ao ar na TVOntario no Canadá, Rubble & Crew vai ao ar na Treehouse TV e StackTV. Ambos os serviços são propriedade da co-produtora do spin-off, Corus Entertainment. O primeiro episódio da série foi lançado no canal oficial Rubble & Crew no YouTube em 9 de janeiro de 2023, seguido por sua estreia na Nickelodeon nos Estados Unidos em 3 de fevereiro do mesmo ano.
Em Portugal, a série estreou a 4 de setembro de 2023 no Nick Jr. Portugal.

## Sinopse
Enquanto participava num convívio familiar na Baía da Aventura, Rubble é chamado, de urgência, à Baía da Construção, pois a cidade precisava da ajuda de um expert nos seus projetos de construção. Rubble acaba por construir uma ponte para esta cidade e é então que tem uma ideia genial… Por que não mudar a sua família para Baía da Construção e estabelecer uma construtora chamada Rubble & Companhia, a operar no Pátio Canino? A ideia é prontamente acolhida e esta empresa familiar vai ajudar a expandir Baía da Construção, reparando edifícios existentes e construindo novos para vários proprietários diferentes. Obviamente, não há mercado sem concorrência: Rubble tem de estar sempre a lutar pelo seu espaço e projetos com o construtor rival Speed Meister.

## Personagens

### Rubble e Companhia
- Rubble (dublado por Luxton Handspiker) é um bulldog inglês de 5 anos e membro da Patrulha PAW que se torna o fundador e líder da Rubble e Companhia. Ele dirige uma escavadeira com braço de escavadeira.
- Mix (dublado por Shazdeh Kapadia) é um bulldog inglês e um dos primos de Rubble, mas pode levar à confusão sobre eles serem irmãos, já que são da mesma raça de bulldog. Ela lida com a mistura de coisas associadas à construção, como concreto, tinta, cimento e cola. Ela dirige um caminhão de cimento que pode ser personalizado com tinta, cimento, concreto, sabão borbulhante, água e asfalto.
- Charger (dublado por Alessandro Pugiotto) é um Bulldog Francês e um dos primos de Rubble. Ele cuida da escavação para projetos de construção. Ele usa uma prótese na perna traseira esquerda e dirige um guindaste com guincho dourado e estabilizador para cargas pesadas. Charger tende a obter o "Zoom Zoom Zoomies" quando cheio de excitação, fazendo com que todos lhe dêem espaço para isso.
- Wheeler (dublado por Liam McKenna) é um Pointer e um dos primos de Rubble. Ele é um maníaco por limpeza e lida com tudo que envolve porcas e parafusos. Ele dirige um caminhão basculante que usa para transportar sujeira desenterrada e diversos materiais de construção com peças retráteis de varredor de rua para trabalhos de limpeza. Wheeler é o único membro que não é um bulldog.
- Motor (dublado por Alberta Bolan) é um Ca de Bou que é o primo mais novo de Rubble e o membro mais jovem do Rubble e Companhia. Ela opera e cuida da destruição necessária para projetos de construção, bem como de projetos ocasionais de pavimentação. Por causa da idade, Motor fala na terceira pessoa. Ela também dirige um veículo que é um híbrido de guindaste de bola de demolição e rolo compressor.
- Tia Crane (dublada por Sabrina Jalees) é uma buldogue continental que é Rubble, tia de seus primos e mãe de Motor. Ela opera o armazém de suprimentos no Bark Yard e dirige uma empilhadeira .
- Avô Gravel (dublado por Martin Roach) é um Bulldog Serrano que é pai de Crane e avô de Rubble e seus primos. Ele dirige um food truck onde faz ração para sua família.

### Personagens dePAW Patrol
- Ryder (dublado por Kai Harris) é o líder da Patrulha Canina de 10 anos que se encontra com Rubble e sua família em uma reunião de família. Ele estreou em "The Crew Builds a Bridge".
- A prefeita Goodway (dublada por Kim Roberts ) é a prefeita de Adventure Bay e irmã do prefeito Greatway, que liga para Ryder porque precisa que sua irmã aliste Rubble e sua família. Ela estreou em "The Crew Builds a Bridge".
  - Chickaletta é a galinha de estimação do prefeito Goodway.
- Marshall (dublado por Christian Corrao) é um dálmata de 6 anos desajeitado, mas competente, membro da Patrulha Canina que atua como cão bombeiro. Ele faz sua estreia em "The Crew and Marshall Build a Fire Station", onde inspeciona o corpo de bombeiros que Rubble & Crew constrói.
- Capitão Turbot (dublado por Ron Pardo ) é um capitão do mar e biólogo marinho em Adventure Bay, um dos amigos mais próximos da Patrulha Canina e um dos visitantes mais frequentes. Ele faz sua estreia em "The Crew Builds a Lighthouse", onde transporta o prefeito Goodway e Chickaletta para Builder Cove.

## Antagonistas
- Speed Meister e seu mascote a tartaruga Mr. McTurtle

É o vilão da série, o Speed Meister tenta sempre ser o melhor construtor, com seu lento ajudante Mr. McTurtle. Eles adicionam humor à série por serem desajeitados, e trazerem palavras inventadas como "yep-aroozie", dita pela tartaruga em tom de humor sempre que recebe uma ordem de seu líder. São os grandes responsáveis pelos desafios de cada episódio, tornando as histórias mais envolventes.

## Episódios
| N.º | Título                                                                                    | Dirigido por | Escrito por                | Exibição original                                                     | Cód. de produção | Audiência EUA (milhões) |
| --- | ----------------------------------------------------------------------------------------- | ------------ | -------------------------- | --------------------------------------------------------------------- | ---------------- | ----------------------- |
| 1 | "A Equipa Constrói Uma Ponte (PT)" "The Crew Builds a Bridge"                             | Dianna Basso | Bradley Zweig              | 3 de fevereiro de 2023 4 de fevereiro de 2023 4 de setembro de 2023   | 101              | 0.23                    |
| Rubble e a família de construção preparam-se para construir uma ponte, mas descobrem que o vilão Speed Meister tem uma ideia diferente. Rubble e Companhia terão de trabalhar juntos para construir uma ponte segura para a Baía da Construção. |                                                                                           |              |                            |                                                                       |                  |                         |
| 2a | "A Equipa Constrói Uma Loja de Bicicletas (PT)" "The Crew Builds a Big Bike Shop"         | Dianna Basso | Eva Konstantopoulos        | 10 de fevereiro de 2023 11 de fevereiro de 2023 5 de setembro de 2023 | 102a             | 0.20                    |
| Rubble e companhia querem construir uma loja de bicicletas grande antes do festival... a menos que o Speed Meister a construa primeiro. |                                                                                           |              |                            |                                                                       |                  |                         |
| 2b | "A Equipa Constrói Uma Superbanheira (PT)" "The Crew Builds a Super Tub"                  | Dianna Basso | Drew Champion Jacob Moffat | 10 de fevereiro de 2023 11 de fevereiro de 2023 5 de setembro de 2023 | 102b             | 0.20                    |
| A Motor não toma banho antes da foto de família e Rubble e companhia encontram uma solução de construção. |                                                                                           |              |                            |                                                                       |                  |                         |
| 3a | "A Equipa Constrói Uma Geladaria (PT)" "The Crew Builds an Ice Cream Shop"                | Dianna Basso | Kellie R. Griffin          | 17 de fevereiro de 2023 18 de fevereiro de 2023 6 de setembro de 2023 | 103a             | 0.28                    |
| Um dia de vento atrasa a construção numa geladaria e Rubble, Mix, Wheeler e Charger vão ajudar. |                                                                                           |              |                            |                                                                       |                  |                         |
| 3b | "A Equipa Resolve Um Barulho (PT)" "The Crew Fixes a Squeak"                              | Dianna Basso | Evan Sinclair              | 17 de fevereiro de 2023 18 de fevereiro de 2023 6 de setembro de 2023 | 103b             | 0.28                    |
| Há um barulho misterioso na câmara municipal e a presidente Greatway pede a Rubble e a Charger que descubram de onde vem antes do seu grande discurso.                                                                                          |                                                                                           |              |                            |                                                                       |                  |                         |
| 4a | "A Equipa Constrói Um Parque Infantil (PT)" "The Crew Builds a Playground"                | Dianna Basso | Hugh Duffy                 | 24 de fevereiro de 2023 25 de fevereiro de 2023 7 de setembro de 2023 | 104a             | 0.28                    |
| O Speed Meister constrói um parque infantil inseguro e Rubble e companhia constroem um novo com os materiais antigos. |                                                                                           |              |                            |                                                                       |                  |                         |
| 4b | "A Equipa Arranja Um Telhado (PT)" "The Crew Fixes a Roof"                                | Dianna Basso | Robin J. Stein             | 24 de fevereiro de 2023 25 de fevereiro de 2023 7 de setembro de 2023 | 104b             | 0.28                    |
| O chili da presidente é ameaçado quando o telhado da câmara municipal começa a ceder. Felizmente, os cães sabem como arranjá-lo. |                                                                                           |              |                            |                                                                       |                  |                         |
| 5a | "A Equipa Constrói Uma Lavagem Automática (PT)" "The Crew Builds a Car Wash"              | Dianna Basso | Dan Danko                  | 10 de março de 2023 18 de março de 2023 8 de setembro de 2023         | 105a             | 0.20                    |
| A presidente Greatway precisa de lavar depressa a mota cheia de lama. Wheeler e os cães entram em ação e constroem uma solução antes da grande corrida.                                                                                         |                                                                                           |              |                            |                                                                       |                  |                         |
| 5b | "A Equipa Planeia o Dia do Avô (PT)" "The Crew Plans Grandpa Day"                         | Dianna Basso | Scott Gray                 | 10 de março de 2023 18 de março de 2023 8 de setembro de 2023         | 105b             | 0.20                    |
| É o dia especial do avô Gravel, mas os cães vão ter de mudar de planos no Dia d Avô. |                                                                                           |              |                            |                                                                       |                  |                         |
| 6a | "A Equipa Constrói Um Parque de Skate (PT)" "The Crew Builds a Skate Park"                | Dianna Basso | Christopher J. Gentile     | 31 de março de 2023 1 de abril de 2023 11 de setembro de 2023         | 106a             | 0.18                    |
| Os cães descobrem que a tia Crane é uma estrela do skate. Têm de resolver um problema de cimento na construção de um skate park surpresa. |                                                                                           |              |                            |                                                                       |                  |                         |
| 6b | "A Equipa Constrói Um Túnel (PT)" "The Crew Builds a Tunnel"                              | Dianna Basso | Eva Konstantopoulos        | 31 de março de 2023 1 de abril de 2023 11 de setembro de 2023         | 106b             | 0.18                    |
| A cantora Sierra Sparkle vai visitar a cidade... se os cães construírem um túnel para o autocarro dela. |                                                                                           |              |                            |                                                                       |                  |                         |
| 7a | "A Equipa Constrói Uma Casa de Castor (PT)" "The Crew Builds a Beaver Home"               | Dianna Basso | Nahreen Tarzi              | 24 de abril de 2023 29 de abril de 2023 12 de setembro de 2023        | 107a             | 0.12                    |
| Não há eletricidade na Baía da Construção. Os cães descobrem que o culpado é um castor e costróem uma casa para ele para voltarem a ter luz. |                                                                                           |              |                            |                                                                       |                  |                         |
| 7b | "A Equipa Arranja Uma Estrada (PT)" "The Crew Fixes a Road"                               | Dianna Basso | Drew Champion Jacob Moffat | 24 de abril de 2023 29 de abril de 2023 12 de setembro de 2023        | 107b             | 0.12                    |
| O Speed Meister danifica a estrada do desfile de ajudantes e os cães fazem tudo para a consertar. |                                                                                           |              |                            |                                                                       |                  |                         |
| 8a | "A Equipa Constrói Um Café de Pipocas (PT)" "The Crew Builds a Popcorn Café"              | Dianna Basso | Ta'riq Fisher              | 12 de maio de 2023 13 de maio de 2023 13 de setembro de 2023          | 108a             | 0.15                    |
| Os cães passam ao modo de limpeza quando a construção do novo café de pipocas fica descontrolada. |                                                                                           |              |                            |                                                                       |                  |                         |
| 8b | "A Equipa Resolve Um Problema Escorregadio (PT)" "The Crew Fixes a Slippery Mess"         | Dianna Basso | Scott Gray                 | 12 de maio de 2023 13 de maio de 2023 13 de setembro de 2023          | 108b             | 0.15                    |
| Um acidente com sabão lança um caos escorregadio na Baía da Construção. Conseguirão os cães limpar tudo antes do grande salto da presidente Greatway?                                                                                           |                                                                                           |              |                            |                                                                       |                  |                         |
| 9a | "A Equipa Constrói Um Cinema ao Ar Livre (PT)" "The Crew Builds a Drive-In Movie Theater" | Dianna Basso | Darnell Lamont Walker      | 19 de maio de 2023 20 de maio de 2023 14 de setembro de 2023          | 109a             | 0.14                    |
| A estrela de TV favorita da Mix e da Motor vai estrear na Baía da Construção, se os cães conseguirem construir um lugar para o ver. |                                                                                           |              |                            |                                                                       |                  |                         |
| 9b | "A Equipa Encontra Um Tesouro do Arco-Íris (PT)" "The Crew Finds a Rainbow Treasure"      | Dianna Basso | Evan Sinclair              | 19 de maio de 2023 20 de maio de 2023 14 de setembro de 2023          | 109b             | 0.14                    |
| O avô fala de um tesouro secreto enterrado e os cães descobrem que a chave para o encontrar é trabalho de equipa. |                                                                                           |              |                            |                                                                       |                  |                         |
| 10a | "A Equipa Constrói Um Celeiro Para Porcos (PT)" "The Crew Builds a Pig Barn"              | Dianna Basso | Eva Konstantopoulos        | 26 de maio de 2023 27 de maio de 2023 15 de setembro de 2023          | 110a             | 0.19                    |
| Uma agricultora pede a Rubble e companhia que construam um celeiro para porcos. Conseguirão fazê-lo antes da grande festa? |                                                                                           |              |                            |                                                                       |                  |                         |
| 10b | "A Equipa Constrói Uma Pista Gigante (PT)" "The Crew Builds a Giant Runway"               | Dianna Basso | Peter Hunziker             | 26 de maio de 2023 27 de maio de 2023 15 de setembro de 2023          | 110b             | 0.19                    |
| O presente de aniversário da Motor atrasa-se quando os cães percebem que o aeroporto da cidade precisa de uma pista maior. |                                                                                           |              |                            |                                                                       |                  |                         |

## Produção
Após o sucesso de PAW Patrol: The Movie, uma série de televisão protagonizada por um dos principais cães da série foi encomendada. Em 24 de março de 2022, foi anunciado que a série spin-off teria como foco Rubble. Em 27 de julho de 2023, Rumble e Companhia foi renovada para uma segunda temporada de 26 episódios.